# Machine à coudre
 (juin 2025).
Si vous disposez d'ouvrages ou d'articles de référence ou si vous connaissez des sites web de qualité traitant du thème abordé ici, merci de compléter l'article en donnant les références utiles à sa vérifiabilité et en les liant à la section « Notes et références ».
Une machine à coudre est un outil permettant de réaliser mécaniquement des points de couture sur des tissus, des cuirs, des matières synthétiques ou tout autre matériau souple. Les machines à coudre sont utilisées pour assembler des tissus au point droit, empêcher qu'un tissu ne s'effiloche grâce au point zigzag (surfiler), assembler plusieurs tissus tout en surfilant (surjeter), assembler une pile de tissus à plat (recouvrir), combiner des points selon un motif donné (broder).
Les machines à coudre sont utilisées dans quasiment tous les domaines domestiques, artisanaux et industriels où l'on manipule des textiles ou des cuirs : Sa vulgarisation a réduit les prix du vêtement, de la lingerie, dans des proportions telles que de nouvelles couches sociales ont pu se vêtir comme elles ne l'avaient jamais fait.
En dehors de l'industrie de la confection, qui n'existerait pas sans elle, elle est devenue l'auxiliaire de multiples industries : la fourrure, la chaussure, sellerie, bonneterie, confection de parachutes, etc.
Ghandi en a dit qu'elles étaient « une des rares choses utiles à avoir déjà été inventée » ("one of the few useful things ever invented").
Les machines à coudre familiales et industrielles se présentent aujourd'hui sous des formes très différentes : alors qu'on demande généralement à la machine familiale d'être transportable (moins de 12 kg), polyvalente (utilisable pour différents types de couture), "souple" d'utilisation (réalisant moins de 1200 points à la minute, éventuellement assistée par électronique), la machine industrielle est fixe, spécialisée pour un type de matériau et quelquefois pour une et une seule couture d'un vêtement (il existe des systèmes d'entraînement spécifiques au matériau, un et un seul point de couture par machine), ultra-rapide (4000 à 6000 points à la minute), et très souvent équipée d'un guide bordeur permettant une grande précision malgré la vitesse de la machine.

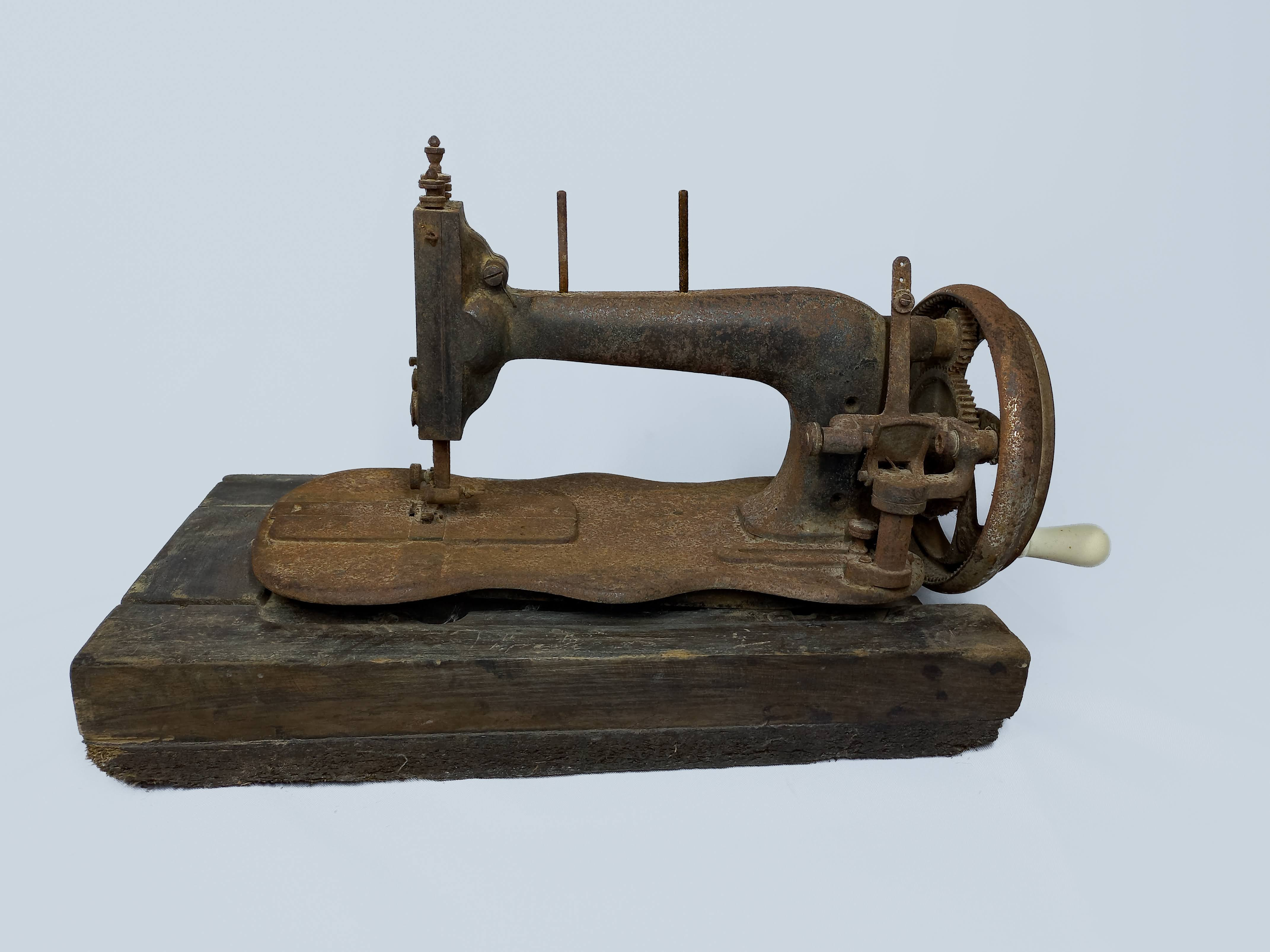

Aujourd'hui, on fabrique environ 25 millions de machine à coudre par an, dont 70 pour cent sont fabriquées en Chine. Les 30 pour cent restants correspondent aux machines haut de gamme fabriquées en Allemagne (Pffaf), au Japon (Juki, Janome), en Suisse (Bernina), aux États-Unis, ou au milieu de gamme en Thaïlande (Bernina, Bernette) et à Taïwan (Pfaff, Singer…).
Si le marché de la machine à coudre a longtemps été dominé, jusque dans les années 1950, par Singer qui possédait environ 70 pour cent du marché, aujourd'hui ce n'est plus le cas. Sur quelques centaines de fabricants au milieu du XXe siècle, il reste aujourd'hui à peine vingt marques appartenant à quelques groupes industriels.
Les premières machines à coudre, apparues au XIXe siècle, fonctionnaient manuellement. Elles empruntent dans un premier temps le crochet des métiers à tricot pour le point de chaînette puis la navette transversale des métiers à tisser pour le point noué. Cette navette est remplacée au début XXe siècle par la navette (crochet) vibrante, se déplaçant horizontalement en arc de cercle (navette "sabot"), puis verticale-oscillante (navette "Cb") ou rotative. De nos jours, elles sont généralement électriques et les machines domestiques font souvent appel à l'électronique. Les couturiers professionnels continuent de préférer les machines purement mécaniques, ainsi que la programmation mécanique des points zigzag à l'aide d'un excentrique.
Dans les années 1970, apparaissent des machines à coudre domestiques dont la barre à aiguille et/ou l'entraînement sont pilotées électroniquement, ce qui confère dorénavant à ces machines un statut de brodeuse numériques.

## Histoire

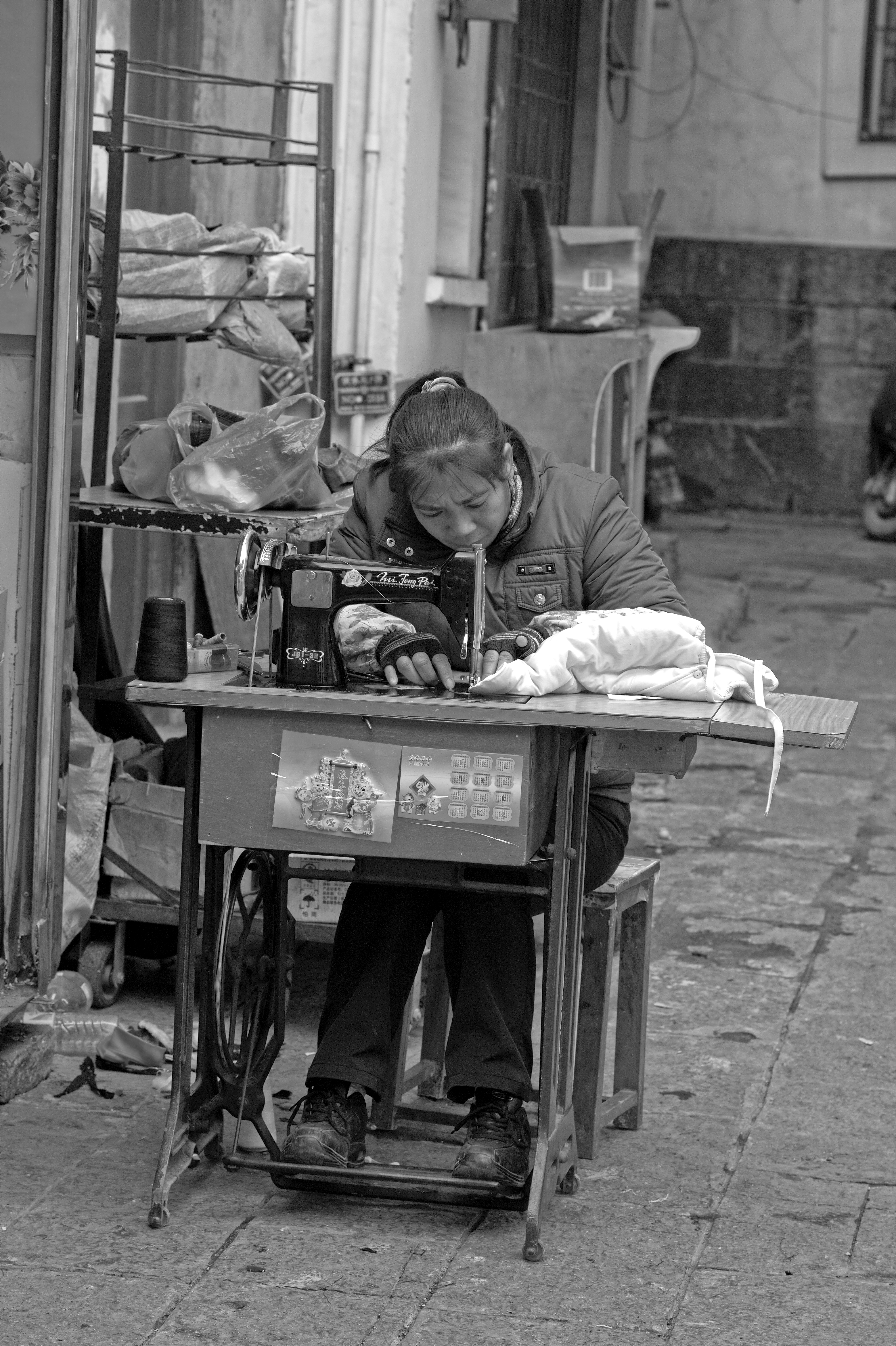
Femme chinoise cousant à la machine sur le trottoir (2008).

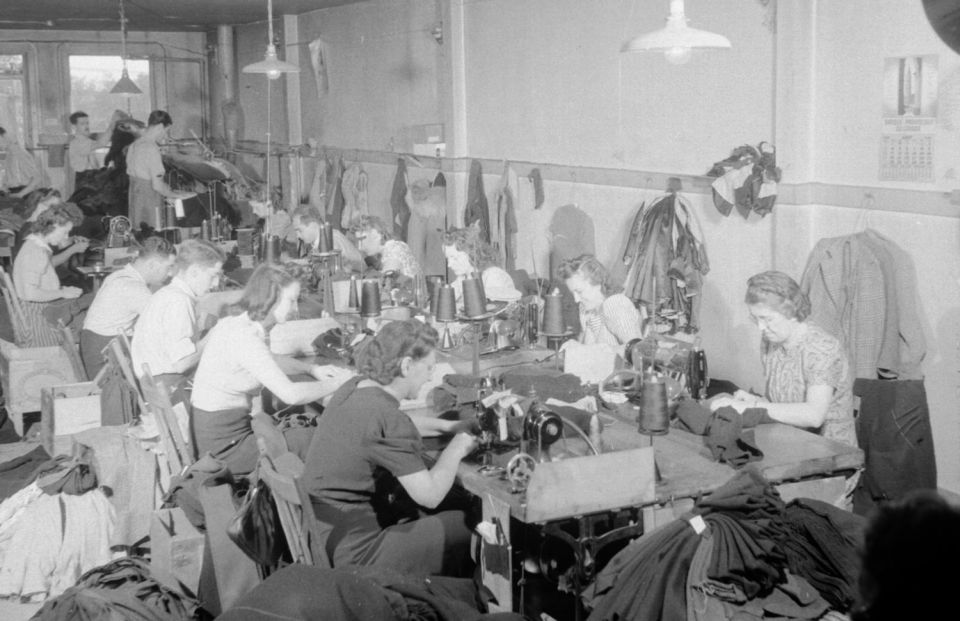
Hommes et femmes travaillant dans une manufacture de vêtements à Montréal en 1941.

Fonctionnement du mécanisme effectuant les points de couture. (ici, un crochet rotatif)

L'Américain Elias Howe, l’Allemand Balthasar Krems, l’Anglais Thomas Saint et l’Autrichien Josef Madersperger (en) sont les pionniers de la machine à coudre.
La première machine à coudre véritablement pratique est attribuée à un tailleur français originaire de la région lyonnaise, installé rue des Forges à Saint-Étienne, Barthélemy Thimonnier. Il obtient en 1830 le premier brevet d'une « mécanique à coudre » (ou « métier à coudre ») construite en bois, à un fil continu, en point de chaînette, cousant six fois plus vite qu'à la main. Il en fabriqua 80 exemplaires pour honorer une commande d'uniformes de l'armée. Beaucoup d'inventeurs de cette époque misaient sur la reproduction du mouvement de la main, ce qui limitait la couture à une simple aiguille (Madesperger notamment dont la machine s'appelait « la main qui coud »).
En 1834, l'Américain Walter Hunt est le premier à utiliser une canette, et donc à utiliser deux fils. Cette idée, qu'il n'a jamais exploitée, précède de peu l'invention d'Elias Howe qui dépose un brevet en 1846, mais la commercialisation en est difficile, tant aux États-unis qu'en Angleterre. Toutefois, elle suscite l'intérêt d'Américains tels que Isaac Merrit Singer, qui dessine une machine équivalente et dépose à son tour un brevet le12 août 1851, et crée la même année la I.M. Singer & Co qui commence la fabrication en très grande série, développant ainsi la vente de machines à coudre à usage domestique et s'empare du marché américain en deux ans. Elias Howe le poursuit en justice, gagne son procès en 1854 et touche des droits sur les ventes de Singer.
La fabrication des machines à coudre françaises connut un développement notable sous le Second Empire : Peugeot, Hurtu, Journaux Leblond, Brion, Reimann. La machine à coudre à canette, fonctionnant au pied avec une pédale, fut brevetée le 12 mai 1868 par Pierre Carmien. Brevet et nom furent vendus à la famille Peugeot qui la fabriqua à Audincourt.
À l'Exposition universelle de Paris de 1878, la Légion d'honneur fut décernée au constructeur de la machine à coudre.
En 1873, Ward invente l'ancêtre de la machine à bras libre, utilisée pour coudre les manches, les jambes de pantalon et les tiges de bottes.
La fabrication en série de machines à point zig-zag débute dans les années 1930 notamment chez Naumann, Vesta...
La machine à coudre a révolutionné la couture en la rendant plus rapide et en baissant son coût.
Dans un chapitre consacré au choix d'une machine à coudre domestique, la revue Art ménagers écrit en substance, en 1955 : "Toutes les anciennes machines et encore de nombreux modèles modernes sont "à plateau", c'est-à-dire que le socle est rectangulaire, constituant ainsi une table de travail; [la machine à bras libre] facilite certains travaux fermés, comme les montages de manches, ils rendent possibles les travaux de reprise, à quelqu'endroit qu'ils se trouvent.(...) Les machines à bras libre possèdent un plateau amovible qui s'encastre exactement sur le bras libre pour former une table de couture (...) Le point zigzag s'obtient sur les machines très perfectionnées, grâce à une aiguille oscillante qui permet tous les points travaillés de droite à gauche; points de boutonnières, festons, pose de boutons, surfilage, et une grande quantité de bandes ornementales. (...)

Machines à main : très peu employées sauf dans quelques cas particuliers où l'on recherche une machine facile à transporter et ne nécessitant pas de courant électrique.

Machine à pédale : elles sont montées sur table et c'est l'oscillation du pied qui actionne la machine plus ou moins vite; (un moteur électrique peut facilement être adjoint).

Machines électriques : on recherche de plus en plus actuellement des machines électriques faciles à transporter dans une mallette, faciles à ranger dans un placard, (...) Le moteur universel a une consommation faible [80 watts environ]
Les canettes: les canettes longues et les navettes vibrantes des machines à sabots ne se trouvent plus que dans les machines actuelles [1955]. Leur vitesse est limitée à 500 points par minute. Les navettes rondes oscillantes, plus récentes que les navettes longues, ont un débit plus rapide (1 200 points/min). Les crochets rotatifs sont un perfectionnement de ce dernier. Le crochet rotatif [tournant toujours dans le même sens] donne une vitesse légèrement accélérée (> 1 500 tr/min) et un travail extrêmement régulier".
Fait notable, c'est la canette ronde qui a permis l'obtention du point zigzag, alors que cela était impossible avec les systèmes à canettes longues.

## Fonctionnement

Aiguille d'une machine à coudre filmée au ralenti.

Avant d'en indiquer le mode de fonctionnement, il importe de s'accorder sur les termes employés. Un constructeur décrivait ainsi:
"La machine proprement dite, appelée aussi la „tête“, peut être livrée suivant le cas:
- soit en mallette avec manivelle ou avec moteur électrique
- soit montée sur un socle dans lequel se loge le système d'entraînement (pédale, bielle, poulie...)

Ce socle est soit une table (…), soit un bahut fermé, muni de ce même dispositif.
La machine comprend :
- Des éléments fixes qui lui donnent sa silhouette : le plateau, le bras [élément supérieur, à ne pas confondre avec le „bras libre“ qui est une variante du plateau] , les broches porte-bobines , la plaque de face (derrière laquelle se trouve le vilebrequin faisant osciller la barre à aiguille).

- Des éléments mobiles parmi lesquels on distingue :
 Ceux qui ont trait au mouvement de l'aiguille (volant régulateur, barre-à-aiguille, levier tendeur de fil) ;
 Ceux qui ont trait au mouvement du crochet (crochet, boîte-à-canette contenant la canette) ;
 Ceux qui ont trait au serrage et au déplacement de l'étoffe (pied presseur dit „pied de bîche“, barre de pied presseur et son levier-releveur, et la griffe (entraînant le tissu pas-à-pas).

Les éléments de réglage : le règle-point (longueur de points...), le boîtier de tension du fil supérieur, la vis de serrage du fil inférieur sur la boîte à canette, la bague de serrage du pied presseur.
- La plaque de recouvrement coulissant dans le plateau et donnant accès à la navette
- Le dévidoir, permettant le bobinage du fil sur la canette"

(source: „Emploi et entretien de la machine à coudre“, Société de l'Usine de la Marque,1949, pp 2&3)
Le point noué marque le progrès majeur dans la couture mécanique. Il s'oppose au point de chaînette, en ceci qu'il se noue véritablement, chaque fois qu'il se fait. Alors que le précédent se contentait de construire, au dessous de la couture, une petite chaînette, prête à se délacer avec beaucoup de facilité. Le caractère essentiel du progrès réalisé en introduisant le point noué dans la technique de couture mécanique est la réapparition, sous une forme améliorée, de la navette des métiers à tisser.
La navette s'est perfectionnée, mais le principe en est immuable. Il existe toutes sortes d'enroulements du fil sur la navette. Dans le cas de la machine à coudre, une minuscule bobine se trouve logée dans le corps même de la navette. Ce dispositif comporte invariablement le crochet nécessaire à la prise du fil supérieur et à la formation de la boucle. En fait, le mécanisme de formation du point noué serre d'assez près celui qui préside à la formation du primitif point de chaînette : le fil d'aiguille, après perforation du tissu, est happé par le crochet de la navette, laquelle est elle-même animée d'un mouvement rotatif ou alternatif, et il forme une boucle qui enserre le second fil (le fil de canette), et le conduit sous le tissu, amorçant ainsi le nœud. À la perforation suivante du tissu par l'aiguille, les deux fils, l'un entraînant l'autre, remontent et le point se forme dans l'épaisseur du tissu, tandis qu'une nouvelle boucle s'amorce déjà et l'opération recommence.
La navette, de forme et taille variable selon le modèle de machine à laquelle elle appartient, est réalisée dans un acier spécial, et présente sous la forme d'un croissant -généralement circulaire. dont une des extrémités, pointe ou crochet, est destinée à s'insérer dans la boucle, l'autre extrémité servant de talon. Quant à son fonctionnement, il a été excellemment décrit ainsi par M Gérard Fort : „Supposons que l'aiguille soit à son point le plus bas. À ce moment la pointe de la navette est à environ 3mm de celle ci. L'aiguille, en remontant, forme une boucle sous le tissu, et la pointe de la navette, entraînée vers l'avant, entre dans cette boucle. En continuant le mouvement, le brin de fil, sortant du chas de l“aiguille, passe entre le poussoir du chasse-navette, et le creux situé sous la pointe de celle-ci. Une fois logé dans le creux de la navette, le fil est entraîné vers la partie inférieure de la coursière (pièce dans laquelle se déplace la navette), jusqu'à ce que la pointe de la navette soit arrivée à son point le plus bas. Arrivé là, le fil n'étant plus retenu par le creux [de la navette], quitte celui-ci; et se trouve attiré vers le haut par le levier releveur de fil“.

L'aiguille de la machine à coudre offre l'aspect sérieux, rigide, d'un outil de précision. Faite d'un acier spécialement trempé en vue du rude travail qu'elle va fournir, son diamètre varie en fonction du fil et du tissu, mais elle présente toujours à sa partie supérieure un talon strictement calibré. permettant de l'encastrer dans son support : la barre-à-aiguille. Le chas, trou situé à la partie inférieure, est encadré par deux rainures, une longue et une courte. Le rôle de la première est de permettre le glissement du fil quand l'aiguille pénètre à force dans le tissu, et d'éviter ainsi tout enroulement du fil autour de la tige. L'aiguille, sortant du tissu, permet la formation de la boucle que viendra saisir le crochet de la navette. Mais cette boucle n'est possible que s'il est serré entre l'aiguille et le tissu. C'est là qu'intervient la seconde rainure qui, n'ayant à jouer que sur l'épaisseur du tissu, n'a pas à être aussi longue que la première.
Les conditions de l'exploitation industrielle de la machine à coudre ont amené à la mise au point d'une troisième sorte : le point de surjet (voir: surjeteuse)
Comment avance le tissu?
Dernier des petits mystères insoupçonnés d'un instrument banal entre tous: l'avancement du tissu. Pour qu'entre les points le tissu progresse comme on le désire, il existe une -ou plutôt un ensemble de griffes-, qui se déplace de haut en bas et d'avant en arrière. Fonctionnant en synchronisme avec l'aiguille et la navette, la griffe ne mord le tissu que lorsque l'aiguille est dégagée, et le point, noué. Tout est soigneusement réglé pour qu'au moment où l'aiguille attaque le tissu de haut en bas, les griffes rentrent dans les rainures de la plaque-à-aiguille, et ne gênent en rien la formation du point.
Aux 30 à 100 points obtenus avec l'aiguille tirée à la main, elle substitue les 700 à 1200 points de sa cadence moyenne.
C'est le nom de Howes qui reste associé à l'invention de la machine à coudre à point noué. C'est lui qui, adoptant et adaptant l'idée de Thimonier, en la portant au degré convenable pour la rendre d'un usage courant et général, a permis le développement d'un outil sans lequel il n'est désormais plus possible d'imaginer la vie moderne (source: R Chenevier, in magazine Science & vie, octobre 1953).
En résumé, il en ressort un principe de fonctionnement commun, qu'elles soient manuelles, mécaniques, électroniques, familiales ou industrielles. Le premier fil est issu de la bobine et est inséré par le haut de la machine, maintenu à tension constante avant de passer par le chas d'une aiguille spécialement conçue. Le second fil est enroulé sur une canette placée dans le boîtier de canette, assurant ainsi -pour peu que les tensions des deux fils soient équilibrées, la formation de points noués dans l'épaisseur de tissus ou du cuir.
L'activation de la pédale ou de la manivelle provoque un mouvement plus ou moins rapide de tout le mécanisme pour coudre le tissu. Le système d'entraînement des griffes, synchronisé avec la barre à aiguille, assure le déplacement du tissu entre deux descentes d'aiguille.
La synchronisation est un élément essentiel pour assurer des points solides et réguliers. Les machines à coudre domestiques actuelles intègrent souvent des technologies avancées, telles que des capteurs de tension du fil, des écrans et des fonctionnalités de couture automatisées, pour une plus grande variété de points de couture.
À ce sujet un ouvrage indique:
Les machines à coudre actuelles offrent une palette considérable de points différents, ce qui ne facilite pas leur choix. Voici les points les plus courants :
Le point de piqûre ou point droit est le plus important. Chaque modèle de machine à coudre en dispose. Il permet d'effectuer toutes les coutures, sauf le surfilage des surplus de couture. Il permet aussi de froncer les tissus.
Le point zigzag est variable en longueur et en largeur. Il s'utilise principalement pour surfiler. Un point zigzag de petite largeur dont la longueur est normale, est légèrement extensible, ce qui permet de piquer un tissu extensible, comme le jersey ou les tissus maillés (Burda).
Les autres points ne sont que des variantes de ce dernier.

## Dysfonctionnement
Si les machines à coudre électroniques offrent de nombreuses fonctionnalités avancées telles que la couture automatisée et les options de programmation, elles génèrent également de nombreux dysfonctionnements.
Les professionnels de la réparation de machines à coudre soulignent ainsi que les machines électroniques modernes sont plus difficiles et coûteuses à réparer que les machines mécaniques. Les composants électroniques présents dans ces machines, utilisés dans des assemblages compliqués (circuits imprimés, "nappes" de câbles), rendent les réparations plus coûteuses, voire impossibles dès lors que les "cartes électroniques" ne sont plus disponibles.
En revanche, les machines à coudre mécaniques, si elles sont bien entretenues, peuvent fonctionner pendant des générations - à la seule condition qu’elles soient construites tout en métal. En effet, elles sont plus faciles à réparer que les machines électroniques en raison de leur conception simple et de l'utilisation de pièces mécaniques standardisées.
Enfin, que la machine soit à commande électronique, ou entièrement mécanique,
il est bon de rappeler les points suivants :
Le manque de points („points manqués“) peut provenir :
- D'un enfilage défectueux
- D'une aiguille qui n'est pas celle prescrite
- D'une aiguille qui n'est pas engagée à fond, ou pas dans le bon sens
- D'une aiguille tordue ou trop fine pour le fil employé
- D'un crochet ou d'une barre à aiguille déréglés

De tissus, mis en œuvre, qui sont collants ou très apprêtés.
La casse du fil est due à :
- des causes susmentionnées
- Des tensions de fils trop fortes
- Des fils de mauvaise qualité, ou noueux
- au déroulement défectueux du fil
- au trou de la plaque à aiguille, devenu tranchant
- Un défaut du ressort contrôleur de fil
- Une prise du fil dans la coursière du crochet

L'aiguilla casse quand :
- Le crochet -ou navette, est déréglé par suite d'une prise de fil dans la coursière
- l'aiguille est courbée
- le crochet passe trop près de l'aiguille
- l'aiguille est trop fine pour le fil employé
- des emplacements particulièrement durs font dévier l'aiguille (cf couture des fermetures à glissière)
- par suite d'un dérèglement des organes d'entraînement, l'ouvrage se trouve entraîné alors que l'aiguille n'est pas encore sortie du tissu

Une couture d'un vilain aspect est due à
- des tensions de fils (supérieur et inférieur) trop lâches ou trop fortes pour le tissu mis en œuvre
- un fil de dessous plus gros que le fil d'aiguille (le fil du dessus doit toujours être un peu plus fort que celui du dessous)
- l'emploi de fils trop gros pour coudre un tissu mince.
- une canette irrégulièrement remplie (=enroulement irrégulier du fil de canette).

L'entraînement irrégulier se produit quand
- La semelle du pied presseur ne repose pas en tous points sur l'ouvrage
- Les dents de la griffe sont émoussées, ou la semelle du pied presseur est rugueuse
- De la poussière de couture s'est accumulée entre griffes et plaque à aiguille
- La griffe est placée trop bas, ou affaissée
- La pression du pied presseur est insuffisante
- La forme de la griffe ne convient pas pour l'ouvrage en cours

Afin d'éviter le blocage du crochet :
observez les conseils suivants afin d'éviter la prise de fil dans la coursière de la navette :
- Quand la machine est enfilée ne jamais tourner le volant à contresens, ni la mettre en marche sans tissu sous le pied presseur
- Avant de commencer à coudre, coucher les fils supérieur et inférieur sous le pied presseur, et maintenir le fil du dessus pendant les premiers points

Avant d'enlever l'ouvrage de la machine, faire remonter le levier releveur de fil à son point le plus haut.
- Il est recommandé de lubrifier régulièrement la coursière de la navette.

(source : le livret d'une machine industrielle Pfaff234)

## Galerie

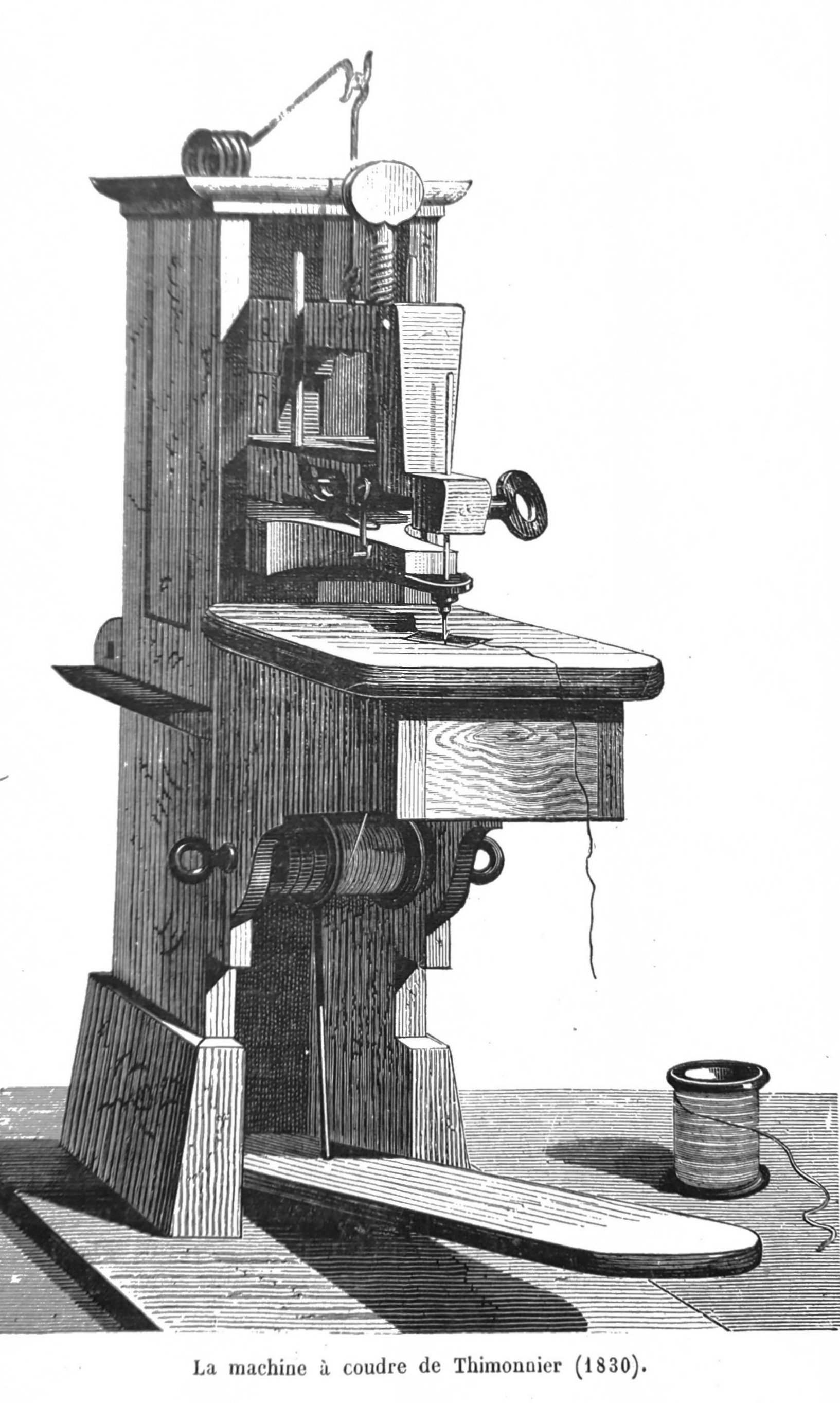
La première machine à coudre de Barthélémy Thimonnier datant de 1830.
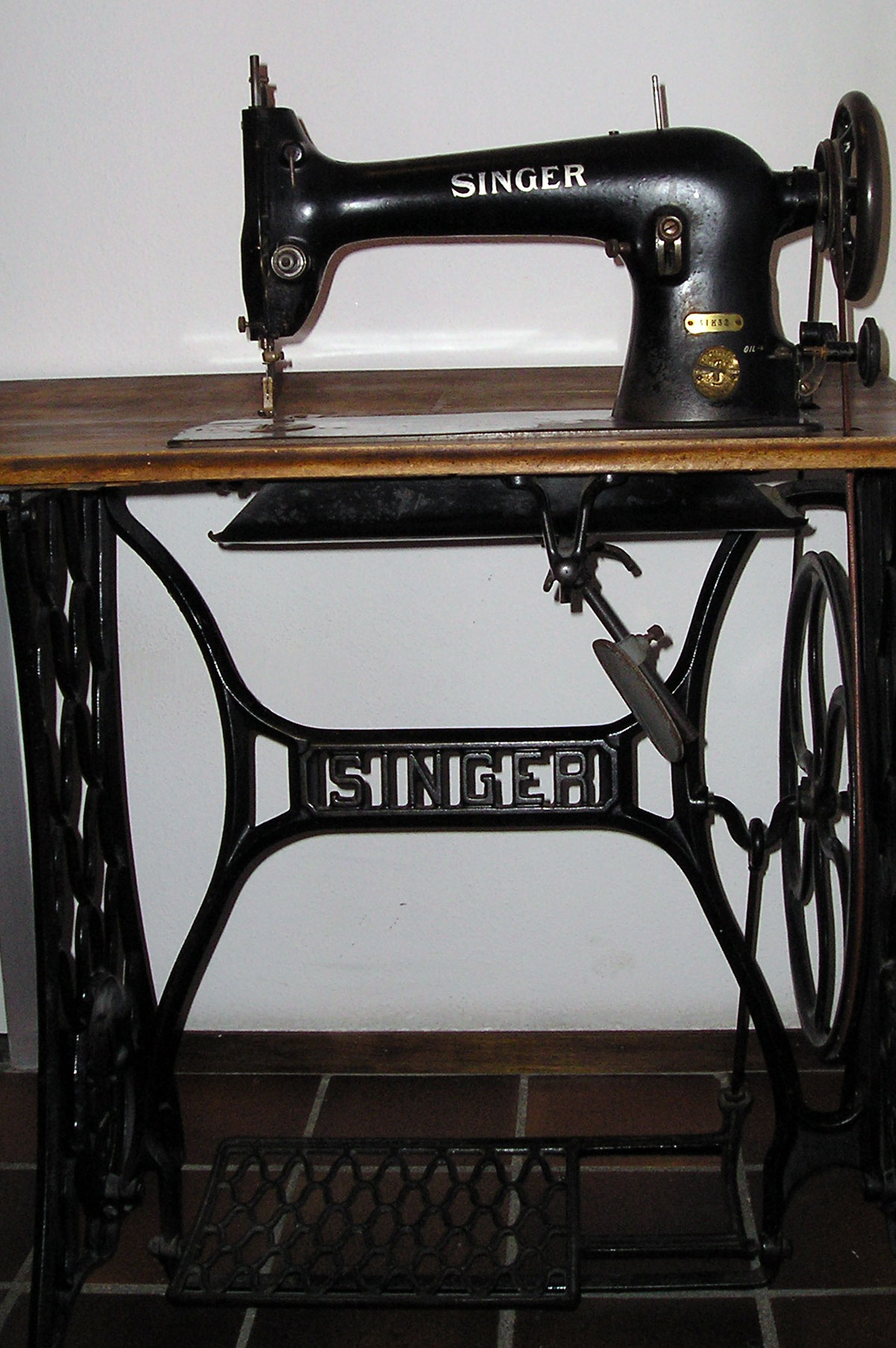
Une machine à coudre de marque Singer sur table. XXe siècle.
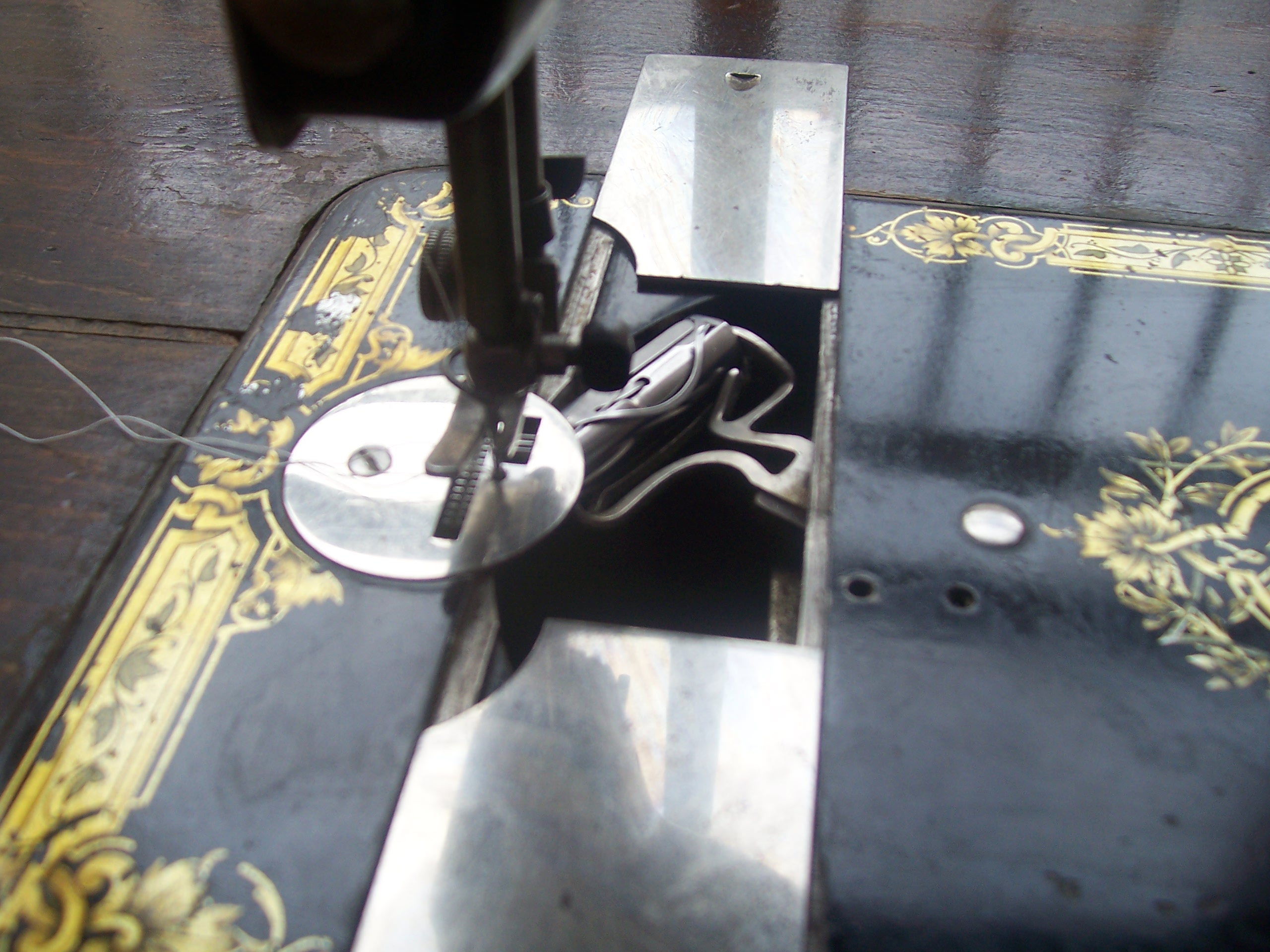
Dans une machine à navette sabot, navette en place.
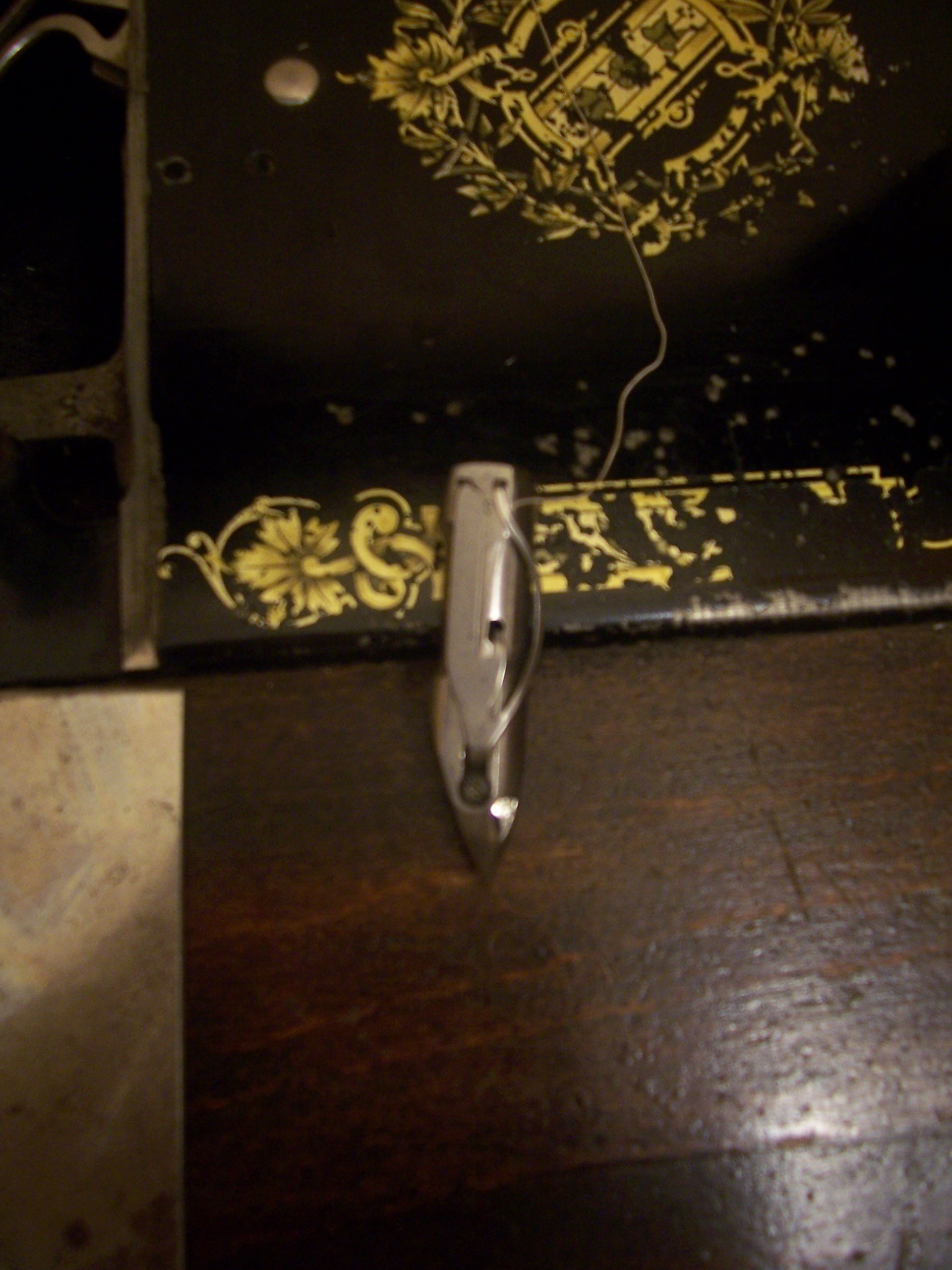
Dans une machine à navette, la navette est enfilée.
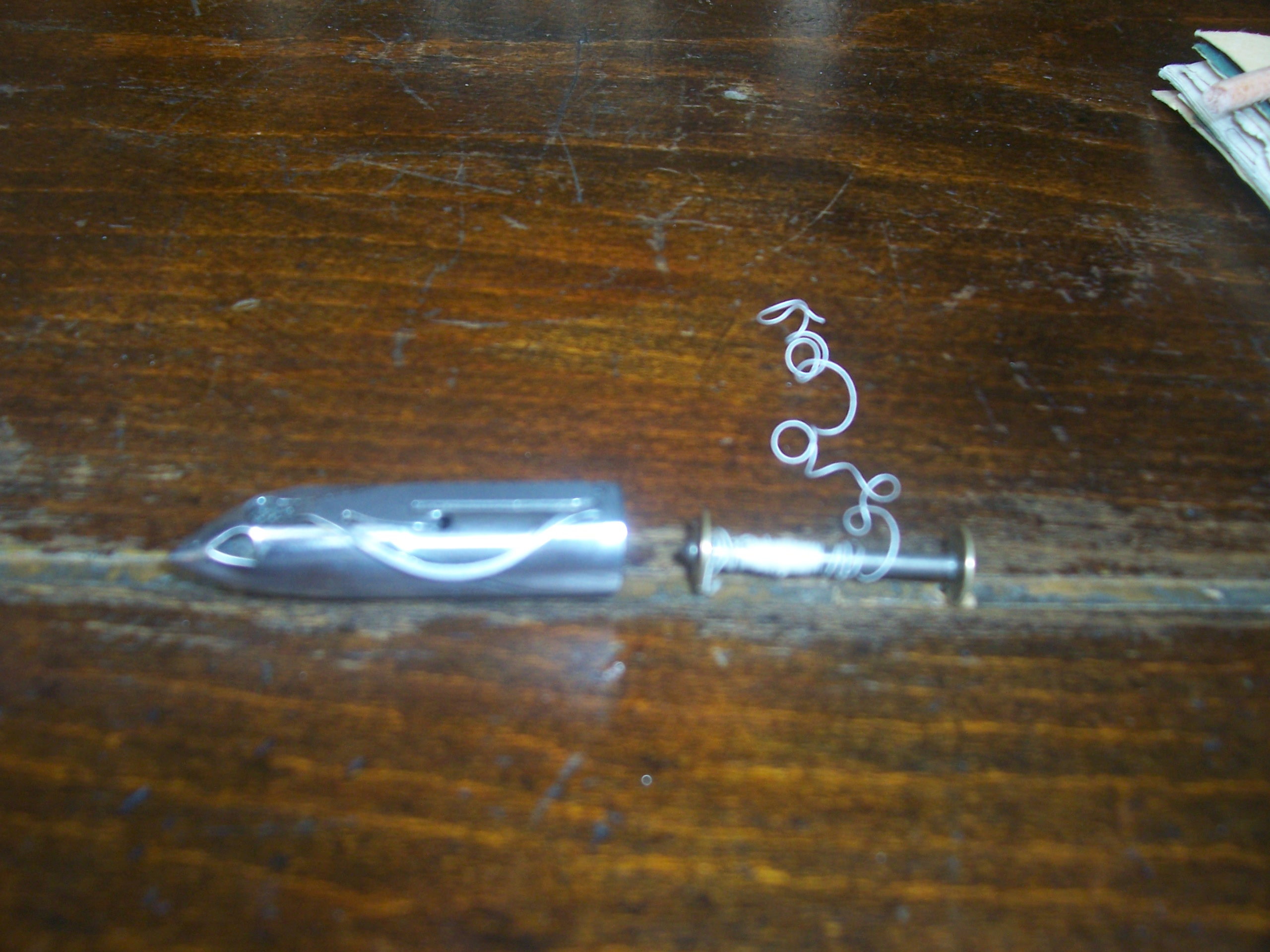
Fusette qui se glisse dans la navette.
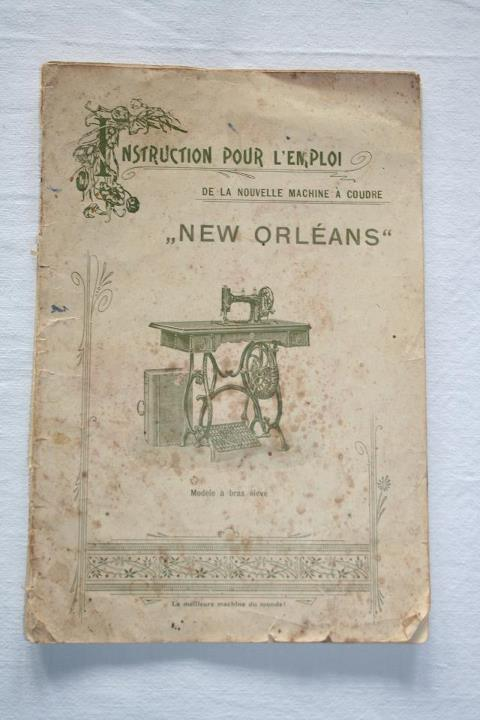
Notice de machine à coudre New-Orleans, vers 1900.
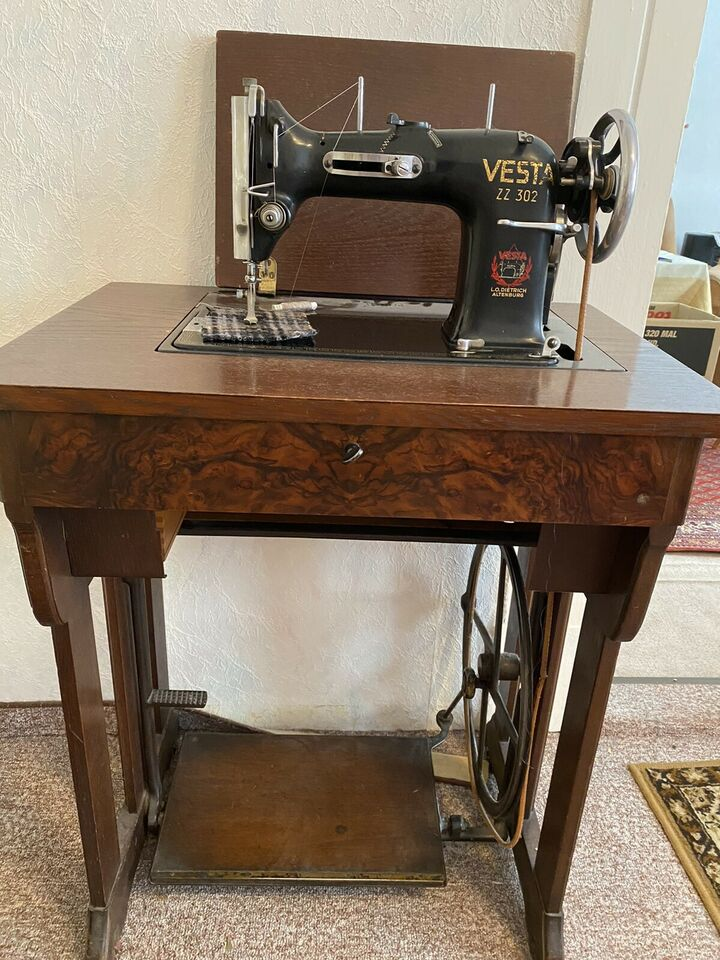
Machine à coudre des années 1930, à point zigzag. Vesta
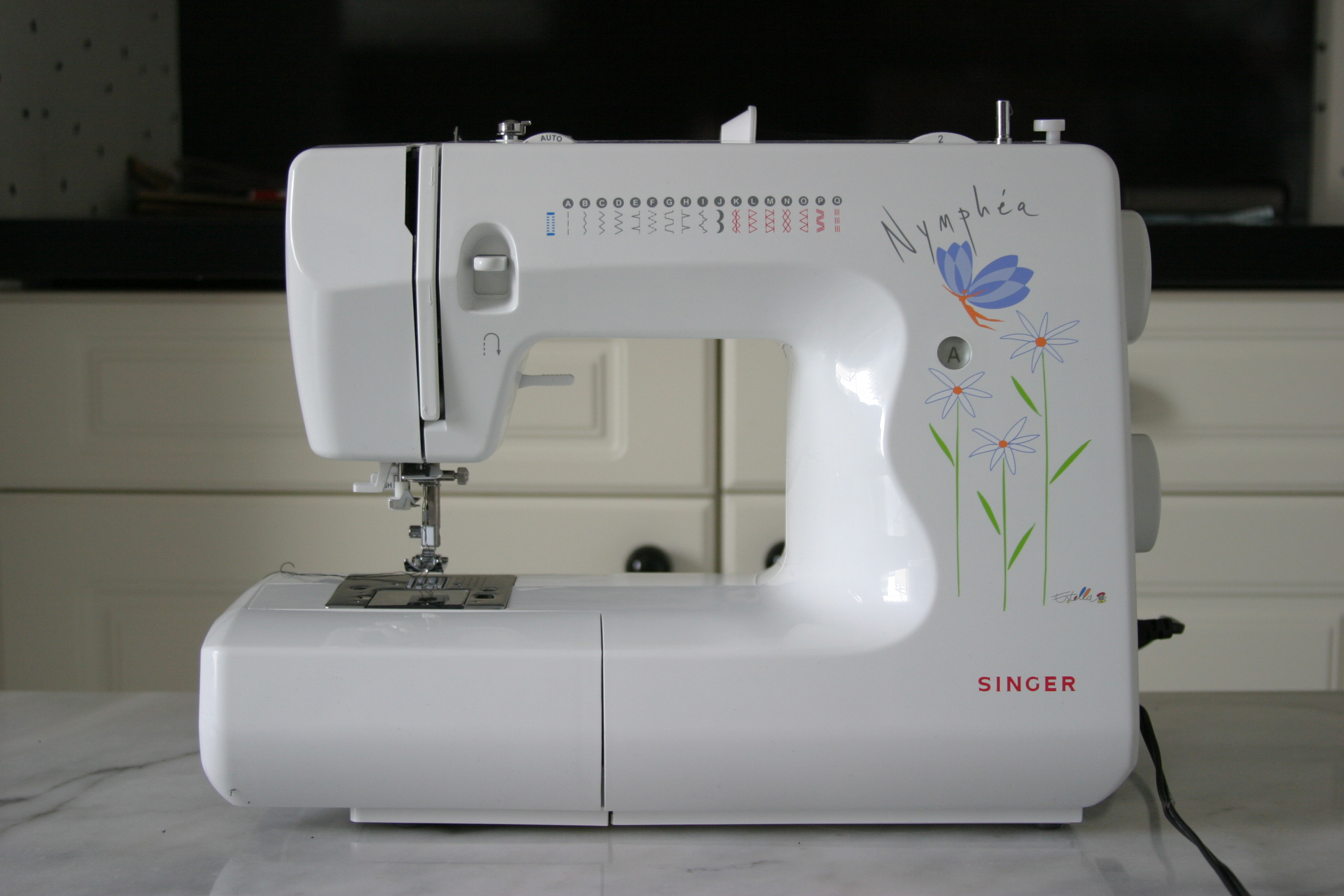
Machine à coudre domestique grand-public, moderne.
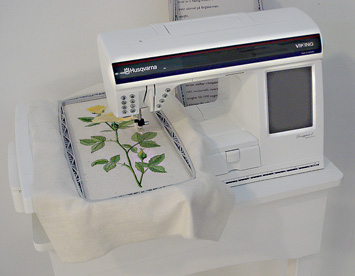
Machine domestique moderne, pour coudre et broder. Ce type de machine destiné aux loisirs créatifs, fait largement appel à l'électronique.
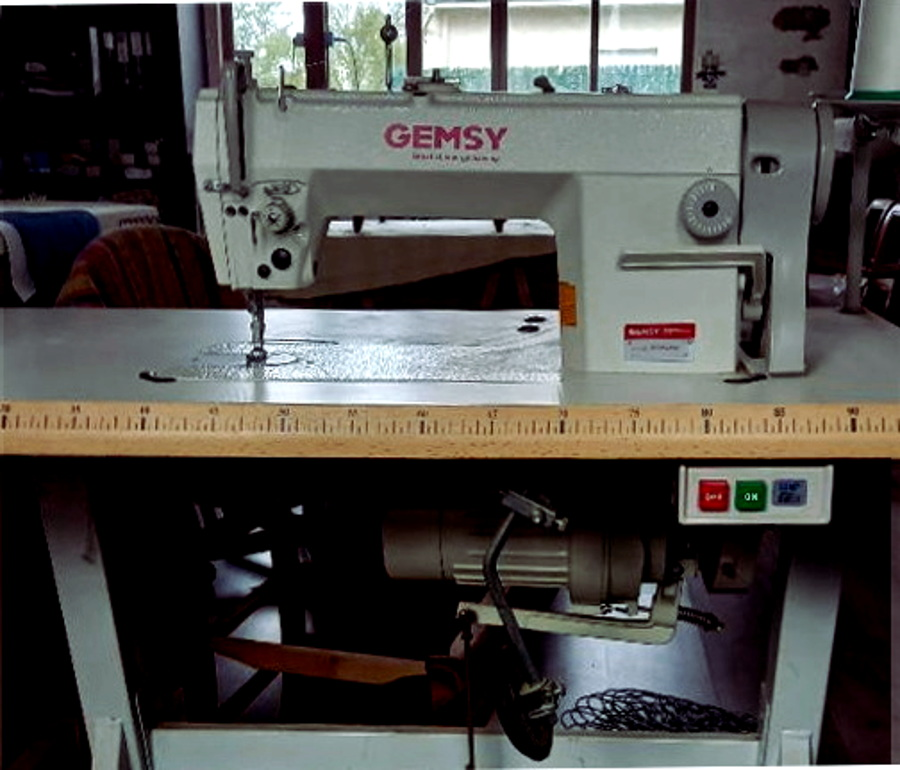
Machine industrielle moderne, conçue pour un travail intensif. La machine est mécanique et le moteur (puissant) est placé sous la table